# Симпатяги
Симпатяги (по-късно Бродяги) е български попфолк дует, създаден през 1997 г. издаван от Пайнер. Дуетът е в състав Пламен Капинчев и Ивалин Иванов. Най-известната песен на дуета „За милиони няма закони“ излиза през 1997 г. и се превръща в тотален хит. През 1999 г. Ивалин напуска, а на негово място идва Недко Атанасов и дуетът се преименува на Бродяги. Същата година излиза албумът „Левчета-кефчета“. През 2000 г. дуетът се разделя и се завръща отново през 2002 г. когато издават последния си албум „К’ви закони, к’ви балони“ издаден с друга музикална компания Милена рекърдс. Други известни песни на дуета са „Дамаджани се леят“, „Друсан кебап“ и др.
Ивалин Иванов умира през 2021 г. на 50-годишна възраст.

## Дискография

### Студийни албуми
- За милиони няма закони (1997)
- Изперете си парите (1998)
- Левчета-кефчета (1999)
- К’ви закони, к’ви балони (2002)

### Компилации
- The Best (1999)

## Видеоклипове
| Видеоклип              | Премиера | Албум                  |
| ---------------------- | -------- | ---------------------- |
| За милиони няма закони | 1997     | За милиони няма закони |
| Друсан кебап           | 1998     | Изперете си парите     |
| Левчета-кефчета        | 1999     | Левчета-кефчета        |
| Бе, маце               | 2000     | Левчета-кефчета        |